# Armería del Kremlin

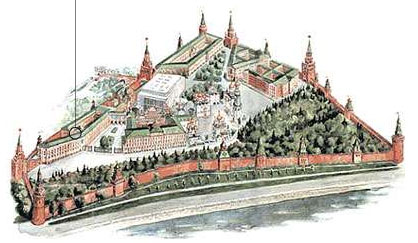
Esquema de la Armería del Kremlin.

La Armería del Kremlin (en ruso: Оружейная палата) es uno de los museos más antiguos de Moscú, fue fundado en 1808 y está situado en el Kremlin de Moscú.

## Historia

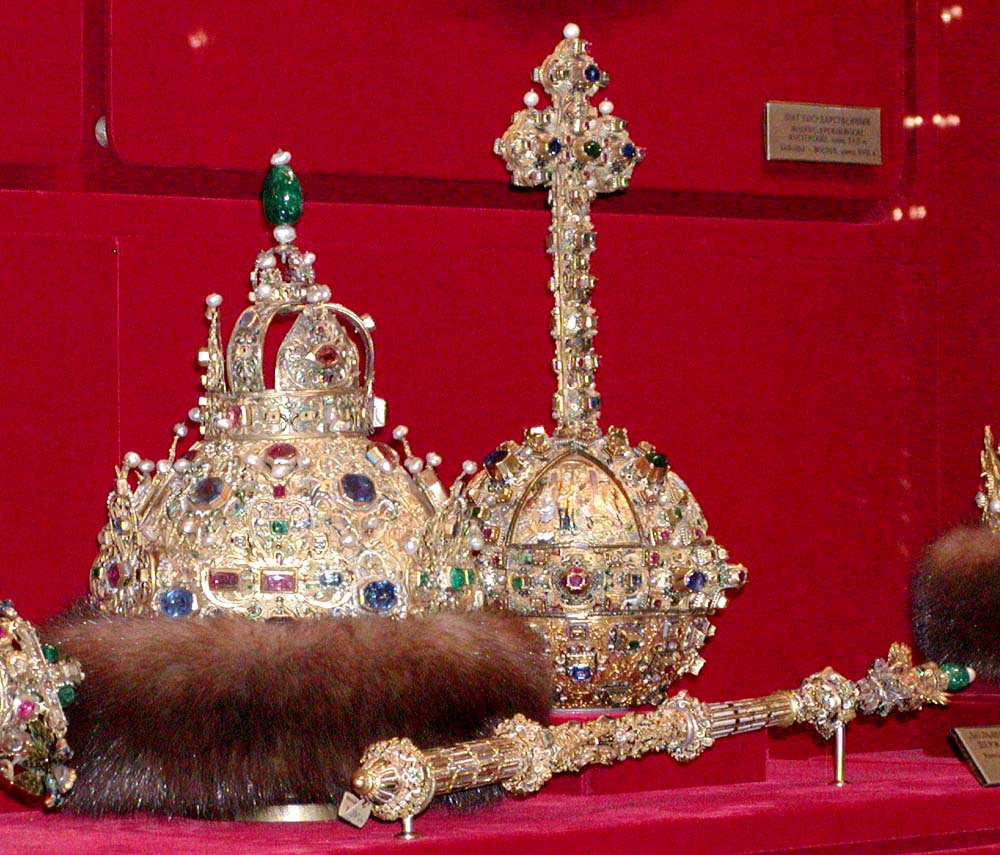
Insignias reales rusas, albergadas en el museo de la Armería del Kremlin.

La Armería del Kremlin fue creada en 1508 como el arsenal real. Hasta el traslado de la corte a San Petersburgo, la armería estuvo a cargo de la producción, compra y almacenamiento de armas, joyas y diversos artículos de hogar pertenecientes a los zares. En la Armería trabajaron los mejores armeros artesanos moscovitas, como los hermanos armeros Vyatkin, el joyero Gavrila Ovdokímov o el pintor Simón Ushakov. En 1640 y 1683 se abrieron los estudios iconográficos y pictóricos, donde se impartían clases de pintura y artesanía. En 1700, la armería se enriqueció con los tesoros de las cámaras de Oro y de Plata de los zares rusos.
En 1711, Pedro el Grande había trasladado a la mayoría de los maestros artesanos a la nueva capital, San Petersburgo. Quince años después, la Armería fue fusionada con el Depósito Fiscal (el más antiguo depósito de los tesoros reales), el Tesoro de las Caballerizas (a cargo de almacenar arreos y carruajes) y la Cámara Maestra (a cargo de confeccionar la ropa y ropa de cama para los zares). Después de la fusión, la Armería fue renombrada como Cámara Maestra y de Armas.
Alejandro I de Rusia nombró a la Armería como el primer museo público de Moscú en 1806, pero las colecciones no se abrieron al público hasta siete años después. El actual edificio de la Armería se erigió entre 1844 y 1851 y fue obra del arquitecto imperial Konstantín Ton. Después de la Revolución Bolchevique, la colección de la Armería fue enriquecida con los tesoros tomados de la sacristía del Patriarca de Moscú, de las catedrales del Kremlin, de monasterios y de colecciones privadas. Alguno de estos tesoros fueron vendidos al extranjero a instancias de Stalin en los años 1930. En 1960, la Armería se convirtió en el museo oficial del Kremlin. Dos años después, las cámaras de los Patriarcas y la Catedral de los Doce Apóstoles fueron asignadas a la Armería para albergar el Museo de Artes Aplicadas.

## Patrimonio

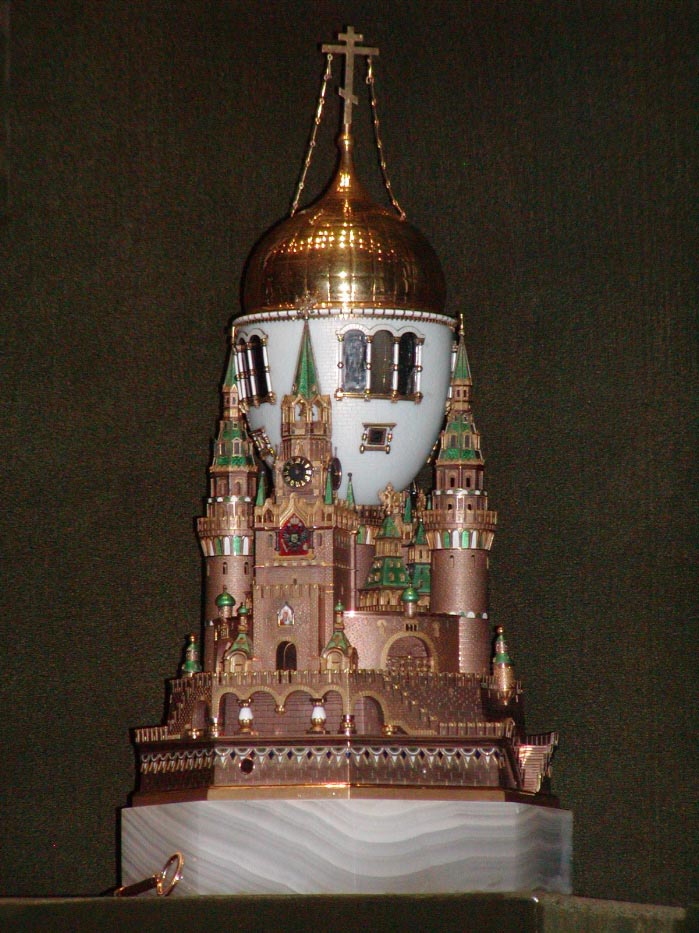
La Armería del Kremlin dispone de una de las mayores colecciones de huevos de Fabergé del mundo.

Hoy en día, la Armería del Kremlin alberga el Fondo de Diamantes de Rusia. Dispone de colecciones únicas de objetos de artes aplicadas procedentes de Rusia, Europa Occidental y Europa del Este abarcando el periodo desde el siglo V al XX. Entre los objetos más destacados se encuentran la Corona imperial de Rusia, el gorro de Monómaco, el trono de marfil de Iván el Terrible y otros majestuosos tronos y objetos de la realeza; el diamante Orlov; el casco de Yaroslav II; los sables de Kuzmá Minin y Dmitri Pozharski; el collar del siglo XII de Riazán; cuberterías de oro y plata; artículos decorados con esmaltes, niello y grabados; bordados con oro y perlas; carruajes imperiales, armas, armaduras y una de las mayores colecciones de huevos de Fabergé del mundo.